# Ban-de-Laveline
Ban-de-Laveline és un municipi francès, situat al departament dels Vosges i a la regió del Gran Est. L'any 2007 tenia 1.268 habitants.

## Demografia

### Població
El 2007 la població de fet de Ban-de-Laveline era de 1.268 persones. Hi havia 531 famílies, de les quals 149 eren unipersonals (77 homes vivint sols i 72 dones vivint soles), 161 parelles sense fills, 185 parelles amb fills i 36 famílies monoparentals amb fills.
La població ha evolucionat segons el següent gràfic:
Habitants censats

### Habitatges
El 2007 hi havia 700 habitatges, 538 eren l'habitatge principal de la família, 124 eren segones residències i 38 estaven desocupats. 597 eren cases i 100 eren apartaments. Dels 538 habitatges principals, 411 estaven ocupats pels seus propietaris, 109 estaven llogats i ocupats pels llogaters i 18 estaven cedits a títol gratuït; 4 tenien una cambra, 25 en tenien dues, 81 en tenien tres, 111 en tenien quatre i 317 en tenien cinc o més. 429 habitatges disposaven pel capbaix d'una plaça de pàrquing. A 233 habitatges hi havia un automòbil i a 246 n'hi havia dos o més.

### Piràmide de població
La piràmide de població per edats i sexe el 2009 era:
| Homes | Edats   | Dones |
| ----- | ------- | ----- |
| 0     | 95 o +  | 0     |
| 0     | 90 a 94 | 4     |
| 8     | 85 a 89 | 0     |
| 8     | 80 a 84 | 20    |
| 24    | 75 a 79 | 28    |
| 32    | 70 a 74 | 32    |
| 36    | 65 a 69 | 32    |
| 24    | 60 a 64 | 36    |
| 40    | 55 a 59 | 48    |
| 56    | 50 a 54 | 48    |
| 64    | 45 a 49 | 48    |
| 44    | 40 a 44 | 40    |
| 28    | 35 a 39 | 36    |
| 48    | 30 a 34 | 36    |
| 28    | 25 a 29 | 40    |
| 40    | 20 a 24 | 40    |
| 32    | 15 a 19 | 28    |
| 32    | 10 a 14 | 44    |
| 48    | 5 a 9   | 28    |
| 24    | 0 a 4   | 28    |

## Economia
El 2007 la població en edat de treballar era de 826 persones, 603 eren actives i 223 eren inactives. De les 603 persones actives 540 estaven ocupades (297 homes i 243 dones) i 63 estaven aturades (27 homes i 36 dones). De les 223 persones inactives 94 estaven jubilades, 43 estaven estudiant i 86 estaven classificades com a «altres inactius».

### Ingressos
El 2009 a Ban-de-Laveline hi havia 540 unitats fiscals que integraven 1.304,5 persones, la mediana anual d'ingressos fiscals per persona era de 17.046 €.

### Activitats econòmiques
Dels 50 establiments que hi havia el 2007, 1 era d'una empresa extractiva, 2 d'empreses alimentàries, 9 d'empreses de fabricació d'altres productes industrials, 10 d'empreses de construcció, 7 d'empreses de comerç i reparació d'automòbils, 3 d'empreses de transport, 1 d'una empresa d'hostatgeria i restauració, 1 d'una empresa immobiliària, 4 d'empreses de serveis, 10 d'entitats de l'administració pública i 2 d'empreses classificades com a «altres activitats de serveis».
Dels 12 establiments de servei als particulars que hi havia el 2009, 1 era una oficina de correu, 1 autoescola, 3 paletes, 2 guixaires pintors, 1 lampisteria, 1 electricista, 1 perruqueria, 1 restaurant i 1 agència immobiliària.
Dels 5 establiments comercials que hi havia el 2009, 2 eren fleques, 2 carnisseries i 1 una botiga de material de revestiment de parets i terra.
L'any 2000 a Ban-de-Laveline hi havia 31 explotacions agrícoles que ocupaven un total de 483 hectàrees.

## Equipaments sanitaris i escolars
L'únic equipament sanitari que hi havia el 2009 era una farmàcia.
El 2009 hi havia 1 escola maternal i 2 escoles elementals.

## Poblacions més properes
El següent diagrama mostra les poblacions més properes.